# Андріяшівка (Тульчинський район)
Андрія́шівка — село в Україні, у Городківській сільській громаді Тульчинського району Вінницької області. Населення становить 105 осіб.

## Історія
Станом на 1885 рік у колишньому власницькому селі Тиманівської волості Ямпільського повіту Подільської губернії, мешкало 441 особа, налічувалось 62 дворових господарства, існувала православна церква, постоялий будинок і водяний млин.
1892 в селі існувало 62 дворових господарства, проживало 586 мешканців.
За переписом 1897 року кількість мешканців зросла до 671 особи (337 чоловічої статі та 334 — жіночої), з яких 642 — православної віри.
1905 року існувало 160 дворове господарство, проживало 679 мешканців, існували православна церква й церковнопарафіяльна школа.
7 (20) листопада 1917 року, відповідно до Третього Універсалу Української Центральної Ради, увійшло до складу Української Народної Республіки.
12 червня 2020 року, відповідно до Розпорядження Кабінету Міністрів України від  № 707-р «Про визначення адміністративних центрів та затвердження територій територіальних громад Вінницької області», увійшло до складу Городківської сільської громади.
19 липня 2020 року, в результаті адміністративно-територіальної реформи та ліквідації Крижопільського району, село увійшло до складу Тульчинського району.